# あなたに会いたくて
「あなたに会いたくて」（あなたにあいたくて）は、1989年3月21日にリリースされたDREAMS COME TRUEの1stシングル。アルバム『DREAMS COME TRUE』と同時発売された。

## 収録曲
全作詞・作曲：吉田美和 / 編曲：中村正人
1. あなたに会いたくて
2. Don't You Say…

## 収録アルバム
あなたに会いたくて
- DREAMS COME TRUE (1989年3月21日)
- BEST OF DREAMS COME TRUE(1997年10月1日、非公式アルバム)
- DREAMS COME TRUE THE BEST! 私のドリカム(2015年7月7日)

Don't You Say…
- DREAMS COME TRUE(Album Version)
- DREAMS COME TRUE 裏ドリワンダーランド 2012/2013(2013年6月19日、初回限定版特典CD)